# Simão Bento
Pas d'image ? Cliquez ici

a Compétitions nationales et continentales officielles uniquement.

b Matchs officiels uniquement.
Dernière mise à jour le 29 août 2023.
Simão Broeiro Bento, né le 21 juin 2001, est un joueur international portugais de rugby à XV qui évolue au poste d'arrière et ailier au Stade montois en Pro D2.

## Biographie
Simão Bento se met en évidence en 2019, étant l'arrière titulaire des moins de 20 ans du Portugal lors du trophée mondial 2019, où le Portugal échoue de peu en finale face au Japon. Ses prestations lui permettent d'intégrer l'équipe sénior lors de la tournée d'automne 2019, où le Portugal part affronter le Brésil et le Chili.
En 2021, il remporte le championnat portugais avec son club, le CR Técnico. Dans la foulée, il est recruté par le Stade montois. Prévu pour évoluer avec les espoirs, il se démarque lors des entraînements avec les pros et intègre ainsi l'équipe première. Il dispute ainsi 17 rencontres de Pro D2 lors de sa première saison au club.
En 2022, il participe à la qualification du Portugal à la Coupe du monde de rugby à XV 2023.
En juin 2023, il fait partie d'une liste de trente-huit joueurs présélectionnés pour préparer la Coupe du monde 2023. En août suivant, il est finalement présent dans le groupe de trente-trois joueurs convoqués pour la compétition planétaire.